# Die Mädchen von Olmo II
Die Mädchen von Olmo II est un tableau peint par Georg Baselitz en 1981. Cette huile sur toile représente de femmes nues à bicyclette en Italie, toute la scène apparaissant tête en bas. Elle est conservée au musée national d'Art moderne, à Paris.